# Зубари (Новосибирская область)
Зубари — посёлок в Чулымском районе Новосибирской области. Входит в состав Каякского сельсовета.

## География
Площадь посёлка — 4 га.

## Население
| 2002 | 2007 | 2010 |
| ---- | ---- | ---- |
| 41   | ↘29  | ↘0   |

## Инфраструктура
В посёлке по данным на 2007 год отсутствует социальная инфраструктура.